# Forêt nationale d'Osceola
La Forêt nationale d'Osceola (en anglais : Osceola National Forest) est une forêt nationale de l'État de Floride, au sud-est des États-Unis. Elle s'étend sur 809 km2. Elle fut créée en 1931 par le Président Herbert Hoover et baptisée en l'honneur du chef amérindien Osceola de la tribu des Séminoles.

## Description

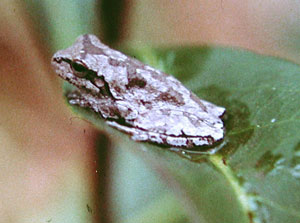
Une grenouille Hyla femoralis dans la forêt nationale d'Osceola

La forêt s'étend sur 809 km2 et est située au nord-est de la Floride à 80 km à l'ouest de la ville de Jacksonville. Elle s'étend sur les comtés de Columbia, Baker, Bradford, et d'Hamilton. Le quartier général du service des forêts qui gère les quatre forêts nationales de Floride est localisé à Tallahassee. Un service local est toutefois présent à proximité dans la localité d'Olustee. La forêt est essentiellement composée de zones marécageuses recouvertes de pins et de cyprès. La forêt accueille l'alligator d'Amérique et le pic à face blanche, des espèces menacées.
Une portion de plus de 35 km du sentier de randonnée Florida National Scenic Trail traverse la forêt. D'autres sentiers comme celui de la Bataille d'Olustee passent également dans la forêt. Certains sentiers du parc sont accessibles aux cavaliers et les chasseurs/pêcheurs munis de permis peuvent pratiquer dans la forêt.

Dans la forêt se trouve l'Osceola Research Natural Area, désigné National Natural Landmark en décembre 1974,.

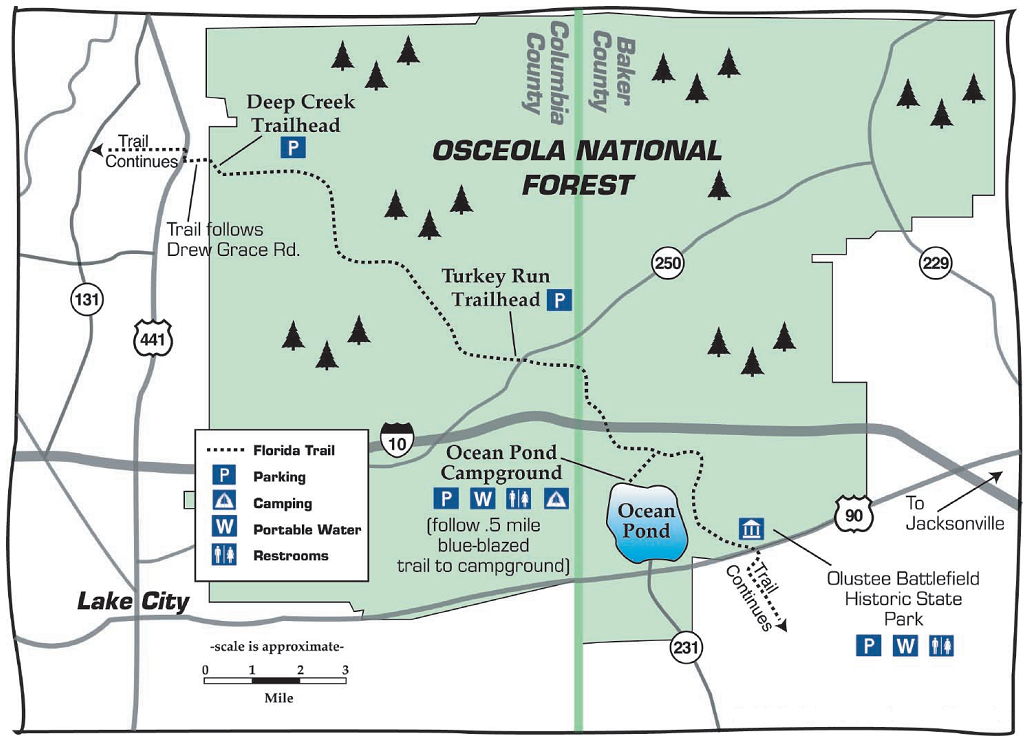
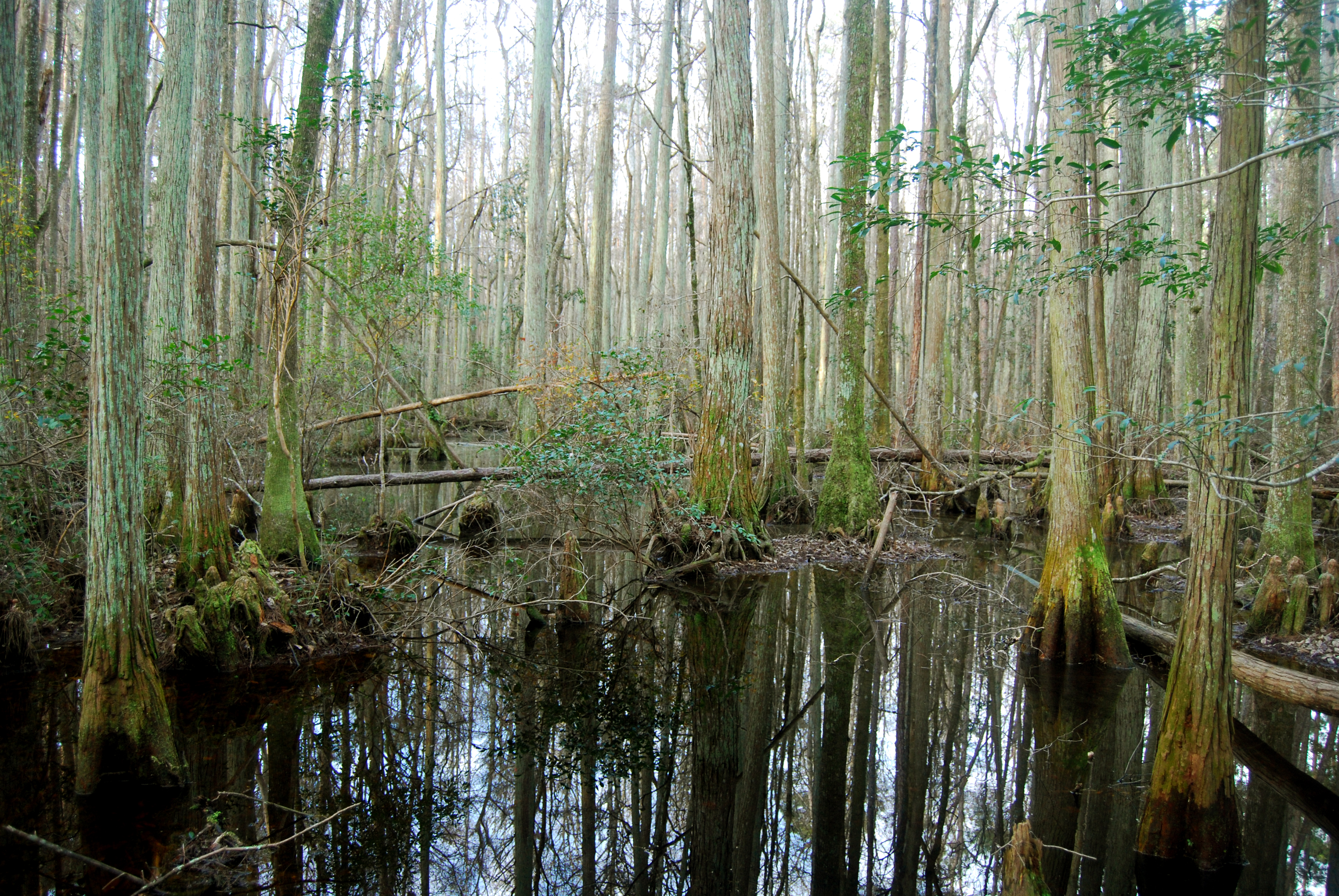
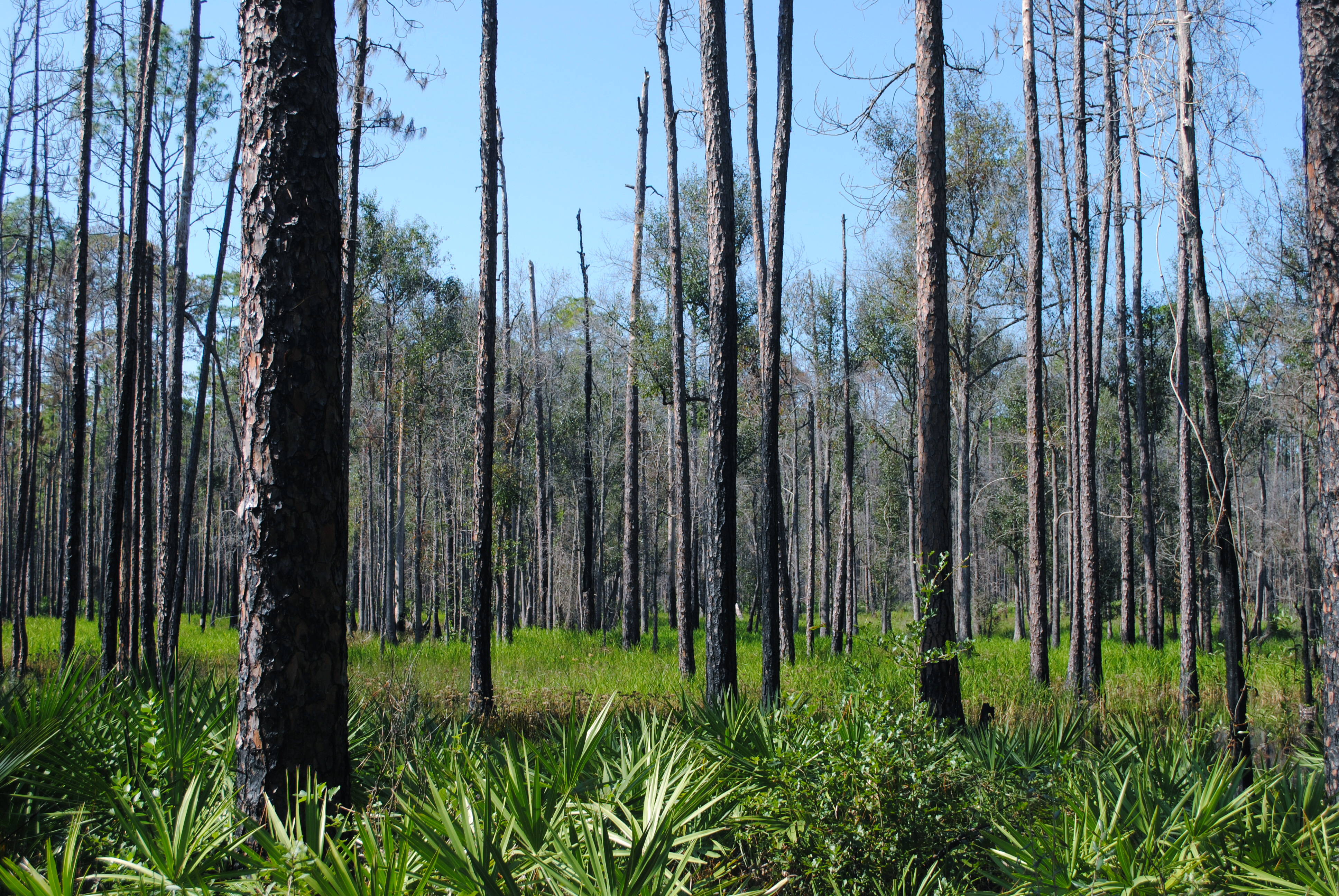
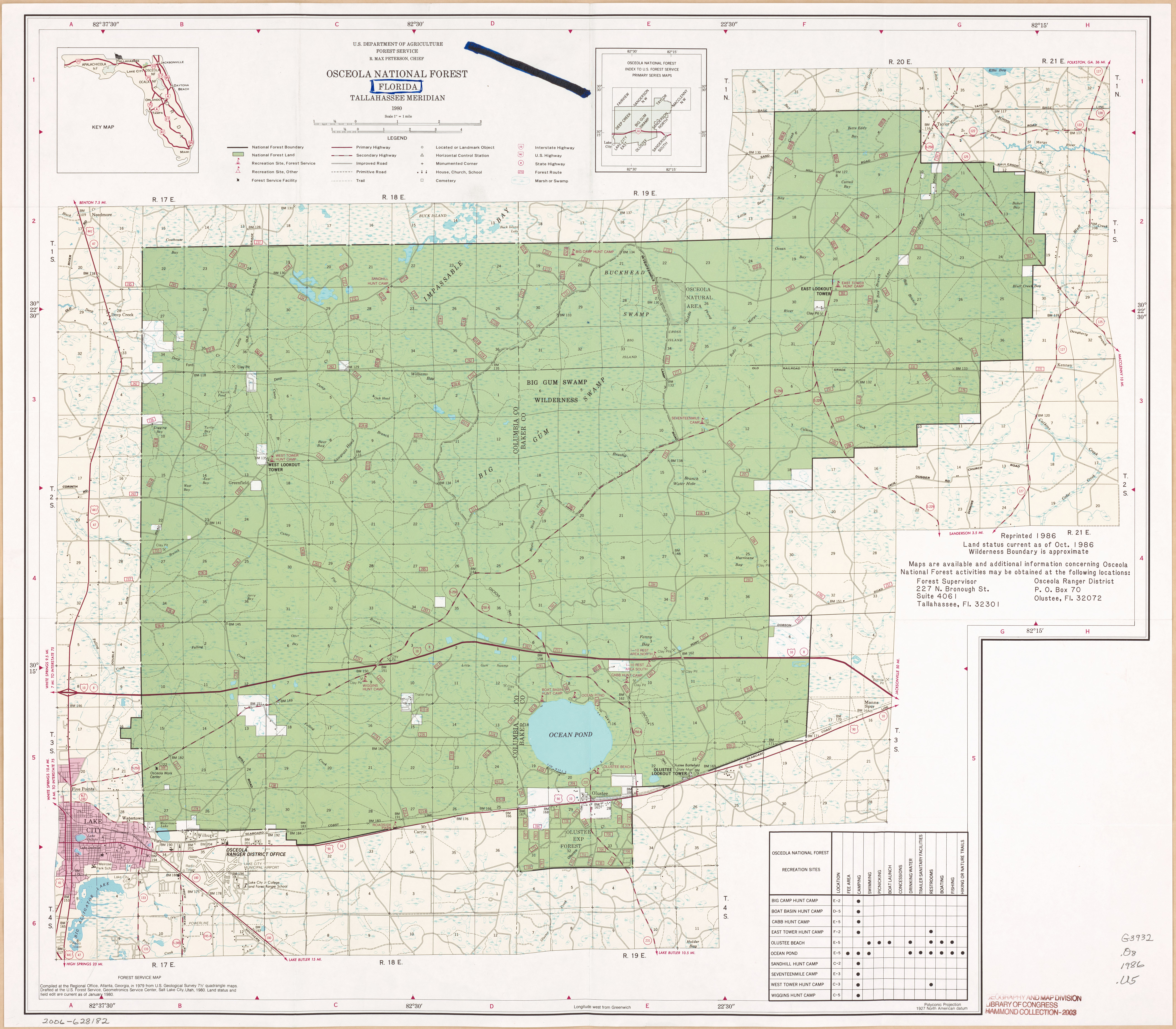